# Carron (Forth)
För andra betydelser, se Carron.

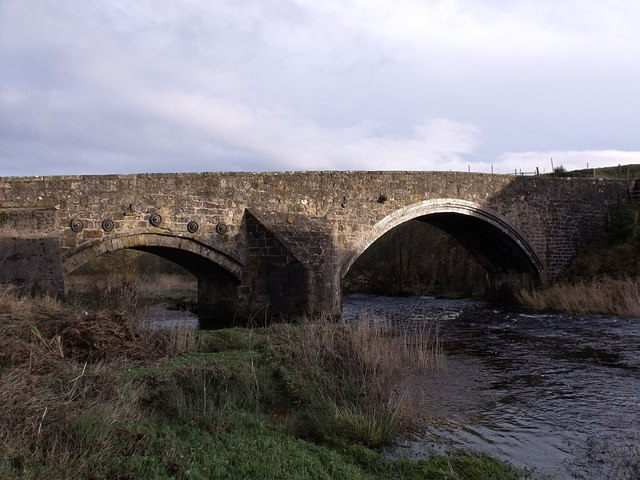
Carron Bridge, uppförd 1695.

Carron, engelska: River Carron, är en flod i centrala Skottland som rinner från Campsie Fells i Stirlingshire till utloppet i Firth of Forth vid Grangemouth nära Falkirk. Floden har genom Forth-Clydekanalen även förbindelse för flodtrafik till floden Clyde i västra Skottland.